# Collision (film)
Pour les articles homonymes, voir Collision (homonymie) et Crash.
Pour plus de détails, voir Fiche technique et Distribution.
Collision (Crash) est un film choral américano-allemand réalisé par Paul Haggis sorti en 2005, duquel a été adaptée une série télévisée : Crash (2008-2009).

## Synopsis
Les fêtes de fin d'année se préparent à Los Angeles.
Graham, un inspecteur de police noir (Don Cheadle) enquête sur un crime au bord d'une route, pendant que Ria, sa collègue d’origine sud-américaine (Jennifer Esposito), se chamaille avec une asiatique à la suite d’une collision entre leurs deux voitures.
Un flash-back revient sur les quelques heures qui précèdent.
Farhad, commerçant d'origine iranienne méfiant et susceptible, achète une arme auprès d'un armurier blanc, hostile et insultant, qui lui affiche son mépris et la transaction se termine en altercation. Dorri, sa fille, qui n’y connaît rien, restée seule avec l’armurier, choisit une boîte au hasard sans savoir qu’il s’agit de balles à blanc.
Deux jeunes Noirs - le meneur, Anthony, haineux et très remonté, et Peter, le suiveur, plus calme - volent, sous la menace d'une arme à feu, le SUV d'un couple qui s'avère être le procureur général de Los Angeles (Brendan Fraser) accompagné de sa femme (Sandra Bullock). Traumatisée et d’un naturel colérique, celle-ci fait immédiatement remplacer la serrure de leur domicile. Mais elle n'a pas confiance en le serrurier, Daniel, un jeune Mexicain, et exige de son mari un second remplacement de la serrure pour le lendemain même.
Cameron, un métis, réalisateur télé (Terrence Howard) se fait arrêter en compagnie de Christine, sa femme (Thandie Newton), par Ryan, un policier blanc (Matt Dillon), visiblement excédé (son père a besoin d'être opéré de la prostate mais son assurance, en la personne de Shaniqua, une employée noire avec laquelle il s’est montré méprisant au téléphone, refuse de prendre en charge l'opération). Voulant se venger sur quelqu’un, il fait sans utilité un contrôle routier sur un couple, au cours duquel il palpe outrageusement la femme tandis que le mari, de peur que la situation dégénère, laisse faire, ce qui lui vaudra d'amers reproches de son épouse, humiliée, qui l’accuse de lâcheté.
Daniel, le jeune serrurier retrouve sa fille de cinq ans et lui raconte une belle histoire pour l’émerveiller.
Antony et Peter, les deux jeunes Noirs qui ont volé le 4x4 du procureur, renversent un asiatique qui sortait de sa camionnette. Sur l’insistance de Peter, ils l’extirpent de dessous la voiture puis vont l’abandonner sur le trottoir devant l’entrée d’un hôpital.
Tommy, le jeune coéquipier de Ryan, inquiet du comportement de son collègue, obtient de leur chef, un officier noir qui ne veut pas de problème, de partir sans lui en patrouille.
On retrouve Daniel, le serrurier, un peu plus tard en train de remplacer une serrure chez Farhad, qui, lorsque Daniel lui dit qu'il faudrait aussi remplacer la porte, le chasse en le traitant de voleur.
Anthony et Peter, les deux voleurs, emmènent le 4x4 volé chez un garagiste véreux pour faire nettoyer le dessous de la voiture et enlever le sang de l’asiatique qu’ils ont écrasé. Le garagiste, prétextant ne pas vouloir d’ennuis, les éconduit tout en conservant le véhicule.
Sa mère appelle Graham pendant qu’il fait l’amour avec Ria, sa collègue. Elle s’inquiète du petit frère de Graham, Peter (l’un des deux voleurs du 4 x4).
Le lendemain, Farhad retrouve son magasin pillé et vandalisé.
Ryan va voir Shaniqua, la femme qui a refusé de prendre en charge son père et, peu diplomate, lui jette à la figure qu’elle, qui doit sa place à la discrimination positive, peut bien faire quelque chose pour son père. Elle le fait mettre à la porte.
Farhad, rendu enragé par le préjudice qu’il a subi, veut absolument retrouver le serrurier, qu’il considère comme responsable du pillage et du saccage de son magasin.
Pendant que Ria l’attend dehors, Graham passe voir sa mère, réduite à l’état d’épave et qui se drogue. Elle lui demande s’il a retrouvé Peter, son petit frère.
Christine va retrouver son mari à son travail aux studios, qui la reçoit froidement.
Dans la boutique de Farhad, le représentant de son assurance, un asiatique, constatant la vétusté de sa porte, refuse de prendre en charge le sinistre.
Après sa dispute avec Cameron, Christine, sa femme, repart seule et a un grave accident. Coincée dans sa voiture retournée sur le toit, elle devra la vie sauve au courage de Ryan, le policier qui l’a humiliée, de passage par hasard sur les lieux de l'accident.
Graham subit des pressions de sa hiérarchie pour faire accuser un collègue blanc qui, après deux bavures, vient de tuer par erreur un policier noir corrompu. Le procureur, qui a besoin des votes de la communauté noire, lui revaudra cela en effaçant le casier de Peter, son jeune frère, ce que Graham finit par accepter à contre-cœur.
Cameron est attaqué par Anthony et Peter, les deux voyous qui ont braqué le procureur et sa femme. Mais Cameron a une revanche à prendre. Aussi, il se défend avec une énergie sans pareille et les met en déroute. Une voiture de police arrive. C’est celle de Tommy. Peter se sauve, tandis que Cameron, accompagné d’Anthony qui s’est glissé dans la voiture, part en trombe. La voiture de Cameron est coincée. Celui-ci insulte et provoque les policiers, qui sont sur le point de l’abattre mais Tommy, qui reconnaît l’homme que Ryan a humilié devant sa femme, calme le jeu. Cameron repart avec un simple avertissement et débarque Anthony, sonné, à un carrefour en lui rendant son arme.
Pendant ce temps, Farhad, hors de lui et persuadé que le serrurier est dans le coup, part, armé de son revolver, à sa recherche. Il le retrouve devant son domicile et le coup part alors que la fillette du serrurier se précipite vers son père pour le protéger. Par miracle (en fait, l'arme a été chargée de cartouches à blanc choisies par erreur chez l’armurier par Dorri, la fille de Farhad), tous en sortent indemnes. Hagard, le tireur retrouve alors peu à peu son calme et réalise qu'il a frôlé le désastre.
Tommy prend en stop Peter, le jeune frère de Graham, qui est aussi l'un des deux jeunes noirs qui ont volé la voiture du procureur. Mais, se méprenant sur un geste de l'auto-stoppeur, Il tire sur le jeune homme et le tue. Horrifié, il incendie ensuite la voiture pour effacer toute trace de son crime.
Le flash-back prend fin. Graham est sur les lieux du meurtre de son petit frère.
Anthony, le second voleur de voiture, est dans un bus. Il aperçoit au bord du trottoir la camionnette du Chinois qu’il a écrasé le matin avec la voiture volée au procureur. Les clés sont dessus…  Il descend du bus et s’empare du véhicule.
Pendant ce temps, le Chinois renversé, en piteux état à l’hôpital, enjoint à sa femme (la chinoise qui a eu une altercation avec Ria au début du film) d’encaisser au plus vite un chèque qui se trouve dans son portefeuille.
Anthony amène au garagiste douteux la camionnette du chinois qu’il a écrasé. Là, ils découvrent que la camionnette contient des clandestins asiatiques, enfermés dans une cage grillagée. Le garagiste lui propose de les lui acheter « 500$ par tête ».
A l’hôpital, Graham, accompagné de Ria, tente en vain de conforter sa mère, inconsolable de la mort de Peter, qu’elle idéalise au détriment de son fils aîné qu’elle accuse de ne pas avoir su protéger son petit frère.
Jean confie à sa femme de ménage, Maria, - seule à s’être occupée d’elle lorsqu’elle s’est fait une entorse - qu’elle est sa meilleure (et sans doute sa seule) amie.
Anthony ramène la camionnette dans le quartier chinois et, dans un beau geste, libère les clandestins asiatiques.
Face à ces épreuves, chacun retourne à sa vie d’avant, la plupart transformés et meilleurs.
Mais la vie continue et le film finit comme il a commencé : par une altercation sur fond de tension raciale, cette fois entre Shaniqua, l’employée noire des services sociaux, et un automobiliste blanc qui, après avoir percuté sa voiture, l’insulte…
Toutes ces vies d'individus, de couches sociales et ethniques différentes, sont ainsi amenées à se croiser au cours de temps forts qui fournissent une peinture réaliste de l'Amérique d'aujourd’hui et de son communautarisme exacerbé où les différences, sociales, ethniques ou raciales, sont omniprésentes dans les rapports humains, où personne n'est ni tout noir ni tout blanc et où tous sont victimes, un jour ou l'autre, des préjugés des uns contre les autres.

## Fiche technique
- Titre français : Collision
- Titre original : Crash
- Réalisation : Paul Haggis
- Scénario : Paul Haggis et Robert Moresco
- Musique : Mark Isham
- Décors : Laurence Bennett
- Costumes : Linda M. Bass
- Photographie : James Muro et Dana Gonzales
- Montage : Hughes Winborne
- Production : Don Cheadle, Paul Haggis, Mark R. Harris, Robert Moresco, Cathy Schulman et Bob Yari
- Sociétés de distribution :  Lionsgate ;  Metropolitan Filmexport
- Budget : 6 500 000 $
- Pays de production :  États-Unis,  Allemagne
- Format : couleur — 35 mm — 2,35:1 — Dolby Digital
- Genre : drame
- Durée : 112 minutes
- Dates de sortie :
  - Canada : 10 septembre 2004 (festival de Toronto)
  - États-Unis : 21 avril 2005
  - France : 14 septembre 2005
  - Belgique : 5 octobre 2005
- Classification :
  - R (États-Unis)
  - Tous publics (France)

## Distribution
- Sandra Bullock (VF : Déborah Perret ; VQ : Hélène Mondoux) : Jean
- Don Cheadle (VF : Lucien Jean-Baptiste ; VQ : James Hyndman) : Graham, inspecteur de police
- Matt Dillon (VF : Éric Herson-Macarel ; VQ : Daniel Picard) : Ryan, policier
- Jennifer Esposito (VF : Catherine Hamilty ; VQ : Camille Cyr-Desmarais) : Ria, inspectrice de police, coéquipière et compagne de Graham
- William Fichtner (VF : Bruno Dubernat ; VQ : Antoine Durand) : Flanagan
- Brendan Fraser (VF : François-Éric Gendron ; VQ : Pierre Auger) : Rick, procureur général, époux de Jean
- Terrence Howard (VF : Daniel Njo Lobé ; VQ : Gilbert Lachance) : Cameron, réalisateur pour la télévision
- Ludacris (VF : Christophe Lemoine ; VQ : François L'Écuyer) : Anthony, petit délinquant
- Thandie Newton (VF : Annie Milon ; VQ : Michèle Lituac) : Christine, épouse de Cameron
- Ryan Phillippe (VF : Vincent Barazzoni ; VQ : Martin Watier) : Tom « Tommy » Hanson, policier coéquipier de Ryan
- Larenz Tate (VF : Adrien Antoine ; VQ : Tristan Harvey) : Peter, petit délinquant, frère cadet de Graham
- Tony Danza (VF : Jean-Pierre Leclerc ; VQ : Sébastien Dhavernas) : Fred
- Keith David (VF : Emmanuel Gradi ; VQ : Guy Nadon) : le lieutenant de police Dixon
- Shaun Toub (VQ : Luis de Cespedes) : Farhad Golzari, commerçant d'origine iranienne
- Loretta Devine (VF : Claudia Tagbo) : Shaniqua Johnson
- Michael Peña (VF : Gilles Morvan ; VQ : Patrick Chouinard) : Daniel, serrurier
- Bahar Soomekh : Dorri, médecin, fille de Farhad
- Karina Arroyave : Elizabeth, épouse de Daniel
- Nona Gaye (VF : Julie Dumas) : Karen, adjointe de Rick
- Jack McGee (VF : Richard Leblond) : l'armurier
- Beverly Todd (VF : Annie Balestra) : mère de Graham et de Peter, toxicomane
- Daniel Dae Kim : Park
- Ashlyn Sanchez (VF : Rebecca Benamour) : Lara, fille de Daniel et d'Elizabeth
- Kathleen York : Johnson, policière
- Marina Sirtis : Shereen
- Billy Gallo (VF : Constantin Pappas) : l'officier Hill
- Greg Joung Paik (VF : Jim Adhi Limas) : Choi
- Alexis Rhee (VF : Yumi Fujimori) : Kim Lee

## Bande originale
Sauf indication contraire, les informations mentionnées dans cette section peuvent être confirmées par le générique de fin de l'œuvre audiovisuelle présentée ici, ainsi que par la base de données cinématographiques IMDb,  présente dans la section « Liens externes ».
- If I... par KansasCali (en), durée : 4 min 18 s.
- Plastic Jesus (en) par Billy Idol, durée : 4 min 49 s.
- Are You Beautiful par Chris Pierce (en), durée : 2 min 52 s.
- Free par Civilization, durée : 3 min 43 s.
- Hey God par Randy Coleman, durée : 4 min 4 s.
- Take the Pain Away par Al Berry, durée : 4 min 19 s.
- Problems par Move.meant, durée : 3 min 49 s.
- Arrival par Pale 3/Beth Hirsch, durée : 5 min 8 s.
- Acedia (The Noonday Demon) par Quinn, durée : 3 min.
- In the Deep (en) par Bird York, durée : 3 min 48 s.
- Afraid par Quincy (en), durée : 5 min 8 s.
- Maybe Tomorrow par Stereophonics, durée : 4 min 37 s.
- Whiskey Town par Moot Davis (le vol de la voiture).

## Accueil

### Accueil critique
Le film a été plutôt bien accueilli par la critique américaine, obtenant 74 % d'avis favorables sur le site Rotten Tomatoes, pour 239 critiques et une note moyenne de 7,1⁄10 et un score de 69⁄100 sur le site Metacritic, pour 36 critiques.
En France, le site Allociné propose une note moyenne de 3,8⁄5 à partir de l'interprétation de critiques provenant de 26 titres de presse.
La revue Positif évoque un film qui met « en cause les idées reçues d'une société où une attitude antiraciste peut cacher une manipulation politique ». Le Figaroscope y voit un film « de l'Amérique post-11 septembre ». Rolling Stone le qualifie pour sa part de « film puissant, complexe et indispensable ».

### Box-office
Collision sort aux États-Unis dans 1 864 salles et rapporte 9 107 071 $ le week-end de sa sortie, pour une moyenne de 4 885 $, lui valant d'être classé quatrième du box-office à cette période. Il reste durant onze semaines dans le top 20 hebdomadaire. Finalement, le long-métrage engrange 54 580 300 $ de recettes en fin d'exploitation, rapportant sept fois plus que son coût de production. En dépit de son succès commercial, Collision a été le film ayant obtenu l'Oscar du meilleur film depuis Le Dernier Empereur en 1987 à connaître le plus faible succès au box-office américain. À l'étranger, il totalise 43 829 761 $ et doit ses meilleures recettes en Espagne (10 270 180 $) et au Royaume-Uni (11 088 304 $). Au cumul des recettes américaines et internationales, Collision rapporte 98 410 061 $.
En France, distribué au départ dans 152 salles, Collision prend la troisième place du box-office avec 180 564 entrées la semaine de sortie. Dès la semaine suivante, il est distribué dans 174 salles et engrange 228 357 entrées supplémentaires au cours des deux semaines suivant sa sortie, tout en évoluant avec une baisse assez stable (-30 % en deuxième semaine et -19 % en troisième semaine), pour un total de 408 921 entrées.

## Distinctions

### Récompenses
- En 2005 :
  - Grand prix du Festival du cinéma américain de Deauville.
- En 2006 :
  - Oscar du meilleur film
  - Oscar du meilleur scénario original
  - Oscar du meilleur montage
- AFI Awards, USA - 2005 Mark Isham
- ALMA Awards - 2006 Michael Peña (Outstanding Actor in a Motion Picture)
- American Cinema Editors, USA Best Edited Feature Film - Dramatic Hughes Winborne
- BAFTA Awards, Thandie Newton (Best Performance by an Actress in a Supporting Role), Paul Haggis & Robert Moresco (Best Screenplay - Original)
- Black Movie Awards 2005 (Outstanding Performance by an Actor in a Supporting Role)
- Black Reel Awards 2006
- Screen Actors Guild Awards : Meilleure distribution pour l'ensemble des acteurs
- Broadcast Film Critics Association Awards, 2006 (Critics Choice Award) Best Acting Ensemble & Best Writer
- Casting Society of America, USA, 2005
- Chicago Film Critics Association Awards, 2006 (Best Picture & Best Screenplay)
- Cinema Writers Circle Awards, Spain 2007 (Best Foreign Film)
- Dallas-Fort Worth Film Critics Association Awards, 2005 (Matt Dillon)
- David di Donatello Awards, 2006 (Best Foreign Film Paul Haggis)
- Empire Awards, UK, 2006, (Thandie Newton Best Actress)

### Nominations
- Awards of the Japanese Academy, 2007 (Best Foreign Language Film)
- Oscars du cinéma* Art Directors Guild, 2006 Laurence Bennett & Brandee Dell'Aringa
- BAFTA Film Award 2006 (Best Cinematography…)
- British Independent Film Awards, 2005 (Best Foreign Film)
- Broadcast Film Critics Association Awards, 2006
- Chicago Film Critics Association Awards, 2006 (Matt Dillon, Terrence Howard, Ludacris)
- Cinema Audio Society, USA 2006 (Outstanding Achievement in Sound Mixing for Motion Pictures)
- Cinema Brazil Grand Prize, 2007 (best foreign-language Film)
- Edgar Allan Poe Awards 2006
- Empire Awards, UK, 2006, (scene of the year, best film, best actor Matt Dillon)